# Intendencia de Oaxaca
La Intendencia de Antequera de Oaxaca, Corregimiento-Intendencia de Oaxaca o simplemente Intendencia de Oaxaca, fue una de las 12 intendencias en las que se dividió el virreinato de Nueva España por mandato de la Real Ordenanza para el establecimiento e instrucción de intendentes de ejército y provincia en el reino de la Nueva España, promulgada en Madrid en 1786, durante el gobierno del rey Carlos III como parte de las reformas borbónicas. Su capital fue la ciudad de Antequera, actual Oaxaca de Juárez.
Su territorio correspondía al actual estado de Oaxaca.

## Organización territorial
La intendencia de Oaxaca se conformaba de las siguientes jurisdicciones: 
- Antequera
- Teotitlán del Valle
- Huejolotitlán
- Nochixtlán
- Zimatlán
- Teozacoalco
- Miahuatlán
- Huatulco y Huamelula, (en 1795 separado de Miahuatlán, aunque posiblemente nunca se había producido una unión)
- Jamiltepec
- Teposcolula
- Huajuapan
- Teotitlán del Camino
- Teutila
- Villa Alta
- Nejapa
- Chontales, (en 1793 separado de Nejapa)
- Tehuantepec

Las siguientes solo dependían de la intendencia en el ramo de hacienda:
- Cuatro Villas (Alcaldía mayor del Marquesado del Valle)
- Jalapa del Marqués (Alcaldía mayor del Marquesado del Valle)
- Ixtepeji (Alcaldía mayor del Ducado de Atlixco)